# Betty (CK 145)
Pour les articles homonymes, voir Betty.
Le Betty est un ancien cotre-huîtrier (en anglais : oyster smack) qui a été construit en 1906 en Angleterre au chantier naval de Brightlingsea. Aujourd'hui, il est amarré au musée portuaire de Lübeck  (Schleswig-Holstein) et propose des excursions.

## Historique
Ce petit voilier de pêche, à coque bois, a servi comme bateau de pêche aux huîtres de 1906 à 1965 depuis son port d'attache de Colchester. Il portait l'identification de voile CK 145. 
Il a été racheté en 1965 et reconverti en navire de plaisance à Wivenhoe. Il est revendu en 1979 à Hambourg, il est rénové et navigue en mer Baltique. Puis il change plusieurs fois de propriétaires avant de se retrouver à Lübeck en 2006.
Le voilier navigue toujours en mer Baltique et en mer du Nord.